# Zákon smečky
Zákon smečky (v anglickém originále Survivors) je knižní série o psech, napsaná osmi autorkami pod pseudonymem Erin Hunterová v letech 2012 až 2019. Konkrétně jsou autorkami Victoria Holmesová, Kate Caryová, Cherith Baldryová, Gilian Philipová, Inbali Iserlesová, Tui T. Sutherlandová, Rosie Bestová a Chlarissa Huttonová. Sérii vydávalo nakladatelství HarperCollins, v českém znění pak Albatros.[kdy?] Série je psána z pohledu psů – v první řadě je hlavní hrdina Štístko a v druhé řadě příběh vypráví o hlídací feně Bouři.
První řada série se skládá z šesti dílů – Mrtvé město, Skrytý nepřítel, Temnota padá, Trnitá cesta, Nekonečné jezero a Psí běsnění. Tyto knihy částečně vypráví pes Štístko – samotář a tulák.
Druhá řada série s názvem "Soumrak" má díly Rozdělená smečka, Přízraky noci, Ve stínech, Rudý měsíc, Vyhnanství a Poslední bitva. Psána je z pohledu již zmíněné Bouře.
Příběh je o smečkách v nesvárech. Psi v nich bojují za dobro i zlo. V těchto knížkách je na zlé pozici smečka hlídacích psů – tedy psů, kteří se neštítí zabít vlastní druh. Divoká smečka je naopak plná hrdinů a většinou bojuje za pravdu a spravedlnost.

## Děj 1. série
Mrtvé město – Zvířecí sága o statečné a nezdolné smečce psů, z nichž každý pes je jiné rasy, jiné povahy, přesto jsou svázáni společným poutem přátelství. Všechno, co znali, se ocitlo v troskách po zemětřesení – Velkém Zavrčení. Ujme se jich retrívr Štístko, tulák a samotář, který utekl z rozvalin psího útulku – z Domu pastí. I když nerad, stane se jejich vůdcem. Jak však naučí domácí mazlíčky a vodítkové psy lovit a přežít v divočině?
Skrytý nepřítel – Samotář Štístko odvedl smečku Vodítkových psů z trosek města do divočiny. Ani tam však nejsou v bezpečí. Řeky jsou kontaminované a čistou vodu v jezeře v horách hlídá smečka Divokých psů. Zdá se, že boj je nevyhnutelný. Mají však Vodítkoví psi šanci proti přesile? Pomůže jim Štístko? Co pro něj znamená jeho dávná družka Hvězda z cizí smečky?
Temnota padá – Divocí a Vodítkoví psi přežili útok nepřítele a jejich jedinou šancí je se sjednotit. Vůdce divokých psů Alfa souhlasil, aby se k jeho smečce připojila Bella a Vodítkoví psi, ale Štístka ze společenství vyhnal. Samotář Štístko by měl být rád, že znovu získal svobodu, ale zrádný nový svět je pro osamoceného psa příliš nebezpečný…
Trnitá cesta – Čtvrtý díl oblíbené fantasy série o psech. Hlavní hrdina Štístko a vůdce smečky Alfa nyní žijí v křehkém příměří, ale napětí mezi nimi vzrůstá. Nově vzniklá smečka spojená z divokých a vodítkových psů musí založit tábor, který bude dostatečně vzdálený od krvelačných hlídacích psů. Dokáže Alfa ochránit všechny podřízené psy, nebo se skupina rozdělí?
Nekonečné jezero – Štístko a jeho smečka se dokázali ubránit Běsovi, nelítostnému vůdci cizí tlupy. Přesto nejsou v bezpečí. Jezero, ke kterému doputovali, se zdá být nekonečné a nelze v něm ulovit žádnou kořist. Zima se blíží a smečka prahne po jídle a suchém přístřeší. Alfa všem dává najevo, že jeho vlastní potřeby jsou nadřazené potřebám ostatních. A hlídací psi jim jsou v patách…
Psí běsnění – Divoká smečka získala nového vůdce a dokázala překonat nástrahy Nekonečného jezera. Nalezený úkryt všem přinesl pocit bezpečí, jen Štístko stále pochybuje. Má vidění, ve kterém všichni psi musí mezi sebou bojovat o holý život. Psí běsnění se blíží…

## Děj 2. série
Rozdělená smečka – Podaří se nové Alfě udržet tlupu pospolu, nebo se znovu rozdělí? Mladá fenka Bouře celý svůj život usilovala o řádné místo v divoké smečce. Nyní se konečně cítí přijata, ale napětí v tlupě znovu stoupá. Někteří psi nejsou spokojeni s novou hierarchií a jiní stále nedůvěřují Bouři a Šípovi, kteří patří k rase hlídacích psů. Nebezpečí tentokrát číhá uvnitř smečky…
Přízraky noci – Život v Divoké smečce ovládá nedůvěra. Ševel byl zabit a fenka Bouře si je jistá, že mu smrtelné rány mohl způsobit pouze jiný pes. Štístko a ostatní členové smečky se zdráhají Bouři uvěřit, ale ona je odhodlaná zjistit pravdu. Žije mezi nimi zrádce?
Ve stínech – Fenka Bouře je odhodlaná chránit svou smečku před jakýmkoli nebezpečím, ale jak ji má bránit před hrozbou, která pochází zevnitř? Jeden ze členů rozkládá smečku zevnitř a psi se navzájem podezřívají a nedůvěřují si. Pokud zrádce nebude brzy odhalen, nebude už žádná smečka, kterou by Bouře mohla chránit...
Rudý měsíc – Divoká smečka konečně prožívá radostné dny. Fena Bouře, která zachránila štěňata Alfy a Bety před utonutím, ale tuší, že nebezpečí nepominulo. Netrvá dlouho a někteří členové smečky mu stanou tváří v tvář. Podaří se Bouři odhalit zrádce ještě před tím, než strach a nedůvěra smečku úplně opanují? A jak na to doplatí sama Bouře?
Vyhnanství – Věrná fena Bouře, která usilovně hledala zrádce, jenž vnáší do smečky chaos a strach, se ocitá v osamění. Smečka ji vyloučila ze svých řad a Bouře se teď musí vydat na cestu za jedinými druhy, kterým může skutečně důvěřovat: za Bellou a Šípem. Cesta je plná nástrah v podobě lidí, vodítkových psů a smečky vlků. Touha najít místo, kam by konečně mohla patřit, jí ale pomáhá všechny překážky překonat.
Poslední bitva – Bouře konečně zjistila, kdo stál za veškerým zlem, které potkalo její bývalou smečku. Jakmile se však vrátila z vyhnanství, vběhla rovnou do připravené pasti. Nyní je zajatkyní v táboře Divoké smečky a dochází jí čas. Bouře má poslední šanci zachránit své přátele… a zastavit zrádkyni dříve, než naplní svůj šílený plán.

## Děj knih
Erin Hunterová pustila do vyprávění příběhu o Štístkovi – zlatém retrívrovi a samotáři, který se po útěku z rozvalin psího útulku během Velkého Zavrčení ujímá velení smečky psů. Nejen, že musí překonávat své obavy z role vůdce (do této doby byl samotářským tulákem), ale situaci mu komplikuje i rozdílnost jednotlivých plemen a nutnost z bývalých mazlíčků vycvičit bandu schopnou přežít v divočině…
Jestliže jste už dříve četli příběhy o zvířatech (nebo viděli aspoň Lady a Trumpa), víte, co čekat. Zákon smečky je určený především dětským čtenářům. Autoři se snažili o dobrodružné dílo, které pohladí na duši. Základní premisou je sice poměrně neuvěřitelná představa, že domestikovaná zvířata nejsou schopná bez lidské péče přežít, ale zbytek knihy ji dokáže víc než dostatečně vyvážit.
Krom Štístka – tahouna příběhu – jsou tu především čivavák Bruno, kurážná Hvězda a Bella – půvabná fenka (zároveň sestra Štístka) lišící se od Štístka snad v každém ohledu.